# Imandrita
La imandrita és un mineral de la classe dels silicats, que pertany al grup de la lovozerita. Rep el seu nom del llac Imandra, a Rússia, la seva localitat tipus.

## Característiques
La imandrita és un ciclosilicat de fórmula química Na₁₂Ca₃Fe3+
2Si₁₂O36. Cristal·litza en el sistema ortoròmbic. La seva duresa a l'escala de Mohs oscil·la entre 5 i 5,5.
Segons la classificació de Nickel-Strunz, la imandrita pertany a «09.CJ - Ciclosilicats amb enllaços senzills de 6 [Si₆O18]12- (sechser-Einfachringe), sense anions complexos aïllats» juntament amb els següents minerals: bazzita, beril, indialita, stoppaniïta, cordierita, sekaninaïta, combeïta, kazakovita, koashvita, lovozerita, tisinalita, zirsinalita, litvinskita, kapustinita, baratovita, katayamalita, aleksandrovita, dioptasa, kostylevita, petarasita, gerenita-(Y), odintsovita, mathewrogersita i pezzottaïta.

## Formació i jaciments
Va ser descoberta al llac Imandra, a la vall del riu Vuonnemiok, al massís de Khibini, un massís que es troba a l'óblast de Múrmansk, a Rússia. Es tracta de l'únic indret on ha estat descrita aquesta espècie mineral.